# Акопян, Гензел Аршалуйсович
Акопян Гензел Аршалуйсович (Генз) (арм. Հակոբյան, Հենզել Արշալույսի (Հենզ), англ. Hakobyan, Henzel Arshaluysi (Henz); род. 19 мая 1953, Гюмри, Армянская ССР) — советский и армянский художник. Лауреат Государственной премии Армении (2007), член Международной федерации художников ЮНЕСКО.

## Биография
Родился в городе Гюмри в семье художника и музыканта. Окончил художественную школу имени Меркурова и художественное училище имени Ф. Терлемезяна. Избран в Международную федерацию художников ЮНЕСКО.
Гензел Акопян — художник многожанровый: пейзажи и портреты, абстрактные и сюрреалистические полотна. С детства пишет стихи, владеет техникой резьбы по дереву.
Оригинальную манеру Генза заметили Ерванд Кочар и Мартирос Сарьян, а также художник-авангардист Минас Аветисян. В 1972 году Генз — участник первой в его жизни зарубежной выставки — «Художники Закавказья» в Берлине.
За картину «Двор моего детства» по итогам выставки, проводимой в рамках культурной программы Всемирного фестиваля молодежи и студентов, художник награждён бронзовой медалью.
Став студентом Ереванского художественно-театрального института, Генз всерьез увлекается кубизмом и сюрреализмом, осваивает свойственную этим направлениям изобразительного искусства манеру письма.
Отдельная страница в творческой биографии Генза — серия полотен «Апрель 24», посвященная Арменоциду и выполненная в стиле авангардизма. Увы, новаторская манера письма была раскритикована тогдашним руководством Союза художников Армянской ССР.
В итоге — вступление Генза Акопяна в Союз было отложено …
Четыре года Генз жил и работал на Урале: в Свердловске и Нижнем Тагиле, Челябинске и Магнитогорске. Участвовал в тематической выставке уральских художников, экспонировавшейся в Монголии, Китае, Японии.
География выставок с участием Генза: галерея Вестберн (Торонто, Канада), галерея общеармянского благотворительного Союза (Нью-Йорк, США), Музей современного искусства в Майями (штат Флорида, США), культурный центр «Армениан хауз» (Лондон, Англия) , Армянский культурный центр «Алекс Манукян» (Париж, Франция), «Палаццо Зенобио ди колежио армено» (Венеция, Италия) и.т.д.
После длительного ожидания пришло официальное признание — членство в Союзах художников и писателей Армении.
Вскоре Генз с семьей выезжают в Россию, затем — на Украину, в Донецк, где участвует в открытых выставках.
По личному приглашению мэра Гюмри участвует в престижных выставках: международном Биеналле (2000 г.), Академии искусств (2001 г.), передвижной выставке по городами Армении, благотворительной выставке для восстановления разрушенной землетрясением церкви Христа Спасителя (Семи Ран) в Гюмри. В родном городе он познакомился с Маргарет Тетчер, прибывшей на открытие школы имени Джоржа Байрона.
Дружен Генз и со всемирно известным дирижёром Лорисом Чекнаворяном.
На средства от продажи своих картин Генз открывал в Армении лицевые счета престарелым и малоимущим соотечественникам.
Особая забота Генза — судьбы детей. Отец двоих сыновей, он из личного опыта знал, как важно в детском и подростковом возрасте создать условия для развития ребёнка. «Все дети мира -мои дети !» — без пафоса утверждал Генз.
Из состоявшихся сорока выставок у Генза — пятнадцать персональных, в том числе семь благотворительных. Деньги художник не перечислял различным фондам, а лично вручал директорам детских домов.
В Донецке Генз провёл совместную работу с благотворительным Фондом Васыля Стуса, руководимым Олегом Фёдоровым.

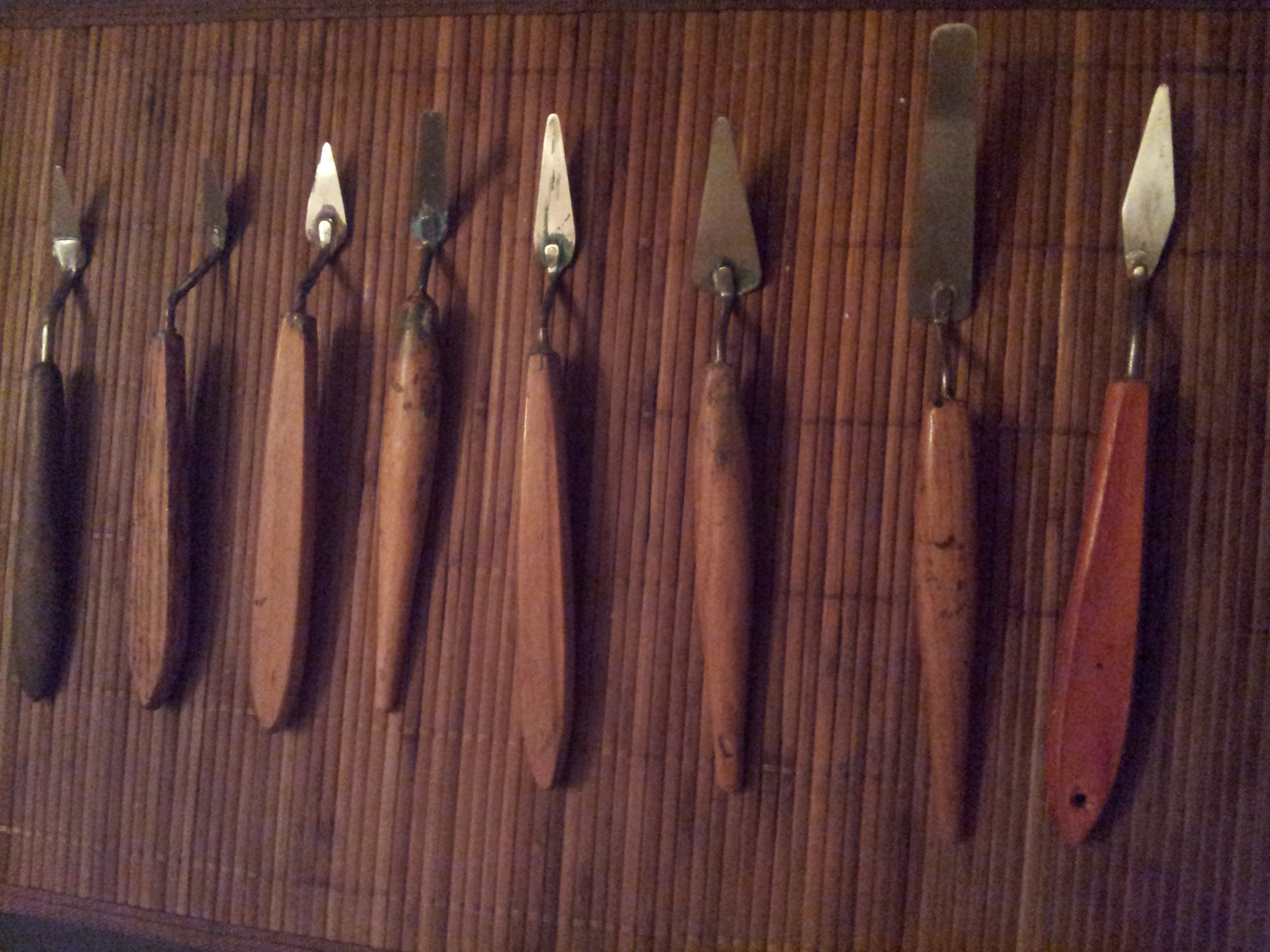
Мастихины Г. Акопяна

… Изящная резьба по дереву требует особой точности движений и глазомера, иначе специальный инструмент — резак деформирует заготовку. У этого искусства — свои секреты: дерево, кажущееся цельным, на самом деле состоит из нескольких дощечек — пластин, отшлифованных, ювелирно подогнанных одна к другой и затем склеенных,- говорил Генз.